# Saïd Alj
Saïd Alj né le 27 janvier 1954 à Casablanca, est un homme d'affaires et milliardaire maroco-belge.  
Il est un investisseur dans plusieurs secteurs dont l'agroalimentaire (Unimer, Uniconserves), la grande distribution (Label Vie), le crédit à la consommation (Taslif), la vente de matériel (Stokvis), la restauration (le Théâtre du Liban), l'immobilier (Ennajah développement, Village du Sud, Sanam immobilier, O2S immo), le cinéma (CLA Studio, Targane Holding, Atlas Corporation Studio) et l'assurance (Sanlam Maroc ).
Ses participations sont regroupées dans la Holding Sanam.

## Carrière
Diplômé de l'École des dirigeants et créateurs d'entreprise de Paris, il dirige pendant plusieurs années des entreprises, notamment en France et en Belgique. Il acquerra notamment la nationalité Belge. 
Par la suite, il retourne au Maroc et construit son groupe via des prises de participations et des rachats d'entreprises. 
En août 1993, il est nommé président délégué d’Unimer avant d’en devenir le président en 1995.  Crée en 1920 sous le protectorat pour exporter des conserves de cornichons. En quelques années, Unimer se développe dans la conserverie de poissons (sardines, anchois, maquereaux) et exporte sur plusieurs marchés.
En mars 2001, il introduit le groupe Unimer en Bourse. La même année, le groupe Unimer acquiert la société Top Food. 
En 2004, la création de la filiale UniConserve, permet au groupe Unimer de se positionner sur le secteur de la conserve d'olives.
En 2010, Unimer absorbe la société Monégasque-Vanelli Maroc pour 700 millions de dirhams.
En 2012, Consernor , spécialiste dans la conserve de poisson, se voit absorbé par Unimer.
Via son groupe Sanam Holding, Said Alj est présent dans plusieurs secteurs dont l'agroalimentaire (Unimer, Uniconserves), la grande distribution (Label Vie), le crédit à la consommation (Taslif), la vente de matériel (Stokvis), l'immobilier (Ennajah développement, Village du Sud, Sanam immobilier, O2S immo), le cinéma (CLA Studio, Atlas Corporation Studio) et l'assurance (Saham ).
En octobre 2021, son nom est cité dans les Pandora Papers.

## Participations
Le groupe Sanam holding est classé 55e parmi les 150 plus importantes entreprises d'Afrique du Nord, avec un chiffre d'affaires de 625 millions de dollars, et 209e au niveau africain. Unimer, la principale filiale du groupe cotée à la bourse de Casablanca, a réalisé un chiffre d'affaires de 380 millions de dollars.

## Vie privée
Said Alj est membre de la famille de l'homme d'affaires Chakib Alj, patron de la CGEM.
Il fait parfois des affaires avec lui.  Une de ses nièces, Sophia Alj, est l'épouse de Ismael Belkhayat,  le frère de Moncef Belkhayat.  
Marié trois fois, Said Alj est le père de trois enfants : Mehdi Alj, Kenza Alj et Hasnae Alj.  

## Centres d'intérêt
Passionné de cinéma, Saïd Alj est aussi fondateur des studios de tournage CLA Studio à Ouarzazate en partenariat avec les studios internationaux Dino De Laurentiis et Cinecittà. 

## Décorations
- Officier de l'ordre du Trône [9]
- Commandeur de l'Ordre de la Couronne de Belgique [10]

- Consul Honoraire de Belgique[11]